# 이라와디다람쥐
이라와디다람쥐(Callosciurus pygerythrus)는 다람쥐과에 속하는 설치류의 일종이다. 방글라데시와 중국, 인도, 미얀마, 네팔에서 발견된다. 7종의 아종이 알려져 있다. 서식지 감소로 위협을 받고 있다.

## 아종
- C. p. pygerythrus
- C. p. blythii
- C. p. janetta
- C. p. lokroides
- C. p. mearsi
- C. p. owensi
- C. p. stevensi